# Léon Noël

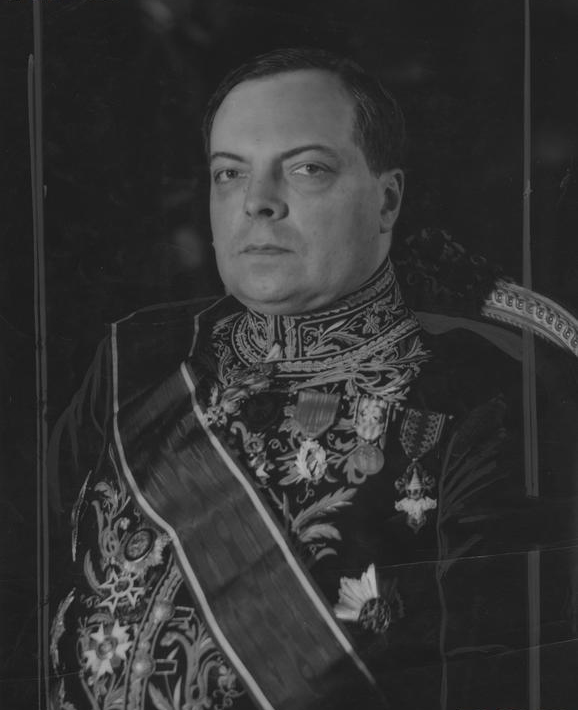

Léon Philippe Jules Arthur Noël (28 de marzo de 1888-6 de agosto de 1987) fue un diplomático y político francés.

## Biografía
Se graduó como doctor en leyes en 1912 y alcanzó el puesto de Conseiller d'État.  En 1927 fue Délégué Général del Alto Comisionado de la República Francesa en Renania.
En 1930 fue prefecto del departamento de Haut-Rhin, ministro plenipotenciario en Praga (1932–1935) y Ambassadeur de France en Polonia  (1935–1939).
Representó al Ministerio de Asuntos Exteriores Francés en el Segundo Armisticio de Compiègne el 22 de junio de 1940. Fue nombrado delegado general en los territorios ocupados el 9 de julio de 1940. Diez días más tarde, dimitió y, posteriormente, se unió a de Gaulle en 1943.
Fue diputado del Asamblea Nacional de Francia por el RPR (1951–1955). Fue el primer presidente del Consejo Constitucional de la República Francesa (1959–1965).

## Distinciones
- Grand'croix (Gran Cruz) de la Légion d'honneur
- Grand'croix (Gran Cruz) de la Ordre national du Mérite
- Krzyż Wielki (Gran Cruz) de la Orden Polonia Restituta